# Austin 15
La 15 è un'autovettura prodotta dall'Austin dal 1909 al 1913. Il modello era collocato in una posizione intermedia nella gamma offerta dall'Austin.

## L'Austin 15 prodotta dal 1909 al 1910
I primi esemplari, prodotti dal 1909 al 1910, avevano installato un motore a quattro cilindri in linea e valvole laterali. L'alesaggio era di 89 mm, mentre la corsa misurava 102 mm, e ciò portava la cilindrata totale a 2.539 cm³. Nel 1909 era il più piccolo propulsore a quattro cilindri prodotto dall'Austin. Invece, in assoluto, solamente il motore monocilindrico dell'Austin 7 possedeva dimensioni minori.
Per questi primi esemplari erano disponibili due telai che avevano dimensioni differenti. Le vetture che avevano installato il primo avevano una lunghezza di 3.226 mm, mentre quelle che montavano il secondo erano lunghe 3.429 mm. Il passo era, rispettivamente, 2.337 mm e 2.540 mm. Il peso di questi esemplari era di 1.219 kg. Le carrozzerie di disponibili erano due, torpedo due o quattro posti.
L'Austin 15 venne costruita con queste caratteristiche fino al 1910.

## Gli esemplari costruiti dal 1911 al 1913
Nel 1911 il modello venne aggiornato, soprattutto per ciò che concerneva il telaio ed il motore. La corsa del propulsore fu aumentata a 114 mm, e questo portò ad un incremento della cilindrata fino a 2.864 cm³. Il telaio disponibile era ora solamente uno, che aveva un passo di 2.819 mm e pesava 864 kg. La lunghezza della vettura era di 3.810 mm. Nonostante le modifiche, anche questa serie della 15 restò nella medesima posizione nella gamma offerta dall'Austin, vale a dire sopra la 10 hp, che era la vettura contemporanea più piccola prodotta dalla casa automobilistica britannica. Era disponibile solamente un tipo di carrozzeria, torpedo quattro posti.
La produzione terminò nel 1913, senza il lancio sul mercato di nessun modello successore.